# 罗纳托·杜尔贝科
罗纳托·杜尔贝科（1914年2月22日—2012年2月19日），意大利出生的病毒学家，二次世界大战后与好友神经生物学家丽塔·列维-蒙塔尔奇尼一起移居美国。由于发现肿瘤病毒与细胞遗传物质之间的相互作用而获得1975年的诺贝尔生理学或医学奖。1973年他获得哥伦比亚大学的路易莎·格罗斯·霍维茨奖（Louisa Gross Horwitz Prize）。
罗纳托·杜尔贝科（Renato Dulbecco）于2012年2月19日在美国拉霍亚市逝世，享年97岁。

## 延伸閱讀
- 科学网：诺贝尔生理学或医学奖得主杜尔贝科逝世 （页面存档备份，存于）
- 诺贝尔官方网站：罗纳托·杜尔贝科自传 （页面存档备份，存于）